# 樫田正剛
樫田 正剛（かしだ しょうご、1960年8月15日 - ）は、日本の演出家、脚本家、漫画原作者。作詞家。LDH JAPAN所属。北海道苫小牧市出身。
大学時代からバラエティ番組の構成作家を担当。その後、雑誌ライター、ラジオ、テレビの番組放送作家を経て脚本家となる。テレビドラマ脚本家としてのデビュー作は、1991年の世にも奇妙な物語『パパは犯罪者』。1992年10月に旗揚げした「劇団方南ぐみ」と「編集プロダクション 方南ぐみ」を主宰している。漫画原作者としてのデビュー作は、1994年の『始末屋事件簿』（集英社）。フリージャーナリストの樫田秀樹は兄。

## 作品

### テレビドラマ
- 世にも奇妙な物語「パパは犯罪者」「死にたくない」（1991年、フジテレビ）
- 緑の風に抱かれて（1992年）
- デザートはあなた（1993年、TBS）
- インタラクティブサスペンス第三夜「渋谷逃亡街」「東京殺人旅行」「湾岸袋小路」（1994年、NHK-BS2）
- 仮想空間 インタラクティブゲーム 殺人法廷（1995年、NHK-BS2）
- 将太の寿司（1996年、フジテレビ）
- 仮想空間 インタラクティブゲーム 殺人者たちの終焉 The end（1996年、NHK-BS2）
- STAFF ONLY 立入禁止!（1997年、フジテレビ）
- いいひと。（1997年、フジテレビ）
- 金曜エンタテイメント「大家族デカ2」（1998年、フジテレビ）
- Y氏の隣人（1998年、TBS）
- なっちゃん家 （1998年、テレビ朝日）
- ソムリエ（1998年、フジテレビ）
- 六本木キャバクラ天使（1999年、テレビ朝日）
- 恋愛結婚の法則（1999年、フジテレビ）
- 教習所物語（2000年、TBS）
- 流れ星お銀の事件解決いたします（2000年、TBS）
- 金曜エンタテイメント「名医ヤブ来た先生の人情カルテ」（2002年、フジテレビ）
- 春ランマン（2002年、フジテレビ）
- 逮捕しちゃうぞ（2002年、テレビ朝日）
- ホットマン（2003年、TBS）
- ひと夏のパパへ（2003年、TBS）
- 愛情イッポン!（2004年、日本テレビ）
- ホットマン2（2004年、TBS）
- 2ndハウス（2006年、テレビ東京）
- テレビアニメ放送開始15周年記念ドラマ「ちびまる子ちゃん」（2006年、フジテレビ）
- 金曜エンタテイメント 特別企画「家族たちの明日 尼崎列車事故から一年」（2006年、フジテレビ）
- 探偵学園Q（2006年、日本テレビ）
- 黒い太陽（2006年、テレビ朝日）
- まるまるちびまる子ちゃん（2007年、フジテレビ）
- 7人の女弁護士（2008年、テレビ朝日）
- 金曜プレステージ「鯨とメダカ」（2008年、フジテレビ）
- セレブと貧乏太郎（2008年、フジテレビ）
- 土曜プレミアム「しゃばけ2 うそうそ」（2008年、フジテレビ）
- 金曜プレステージ「いじわるばあさん」（2009年、フジテレビ）
- 行列48時間（2009年、NHK総合）
- 新美味しんぼ PART3 海原雄山VS究極七人のサムライ!（2009年、フジテレビ）
- 新春ドラマスペシャル「福助」（2010年、フジテレビ）
- 熱血教師スペシャル「夢の見つけ方教えたる! 2」（2010年、フジテレビ）
- 検事・鬼島平八郎（2010年、テレビ朝日）
- 金曜プレステージ「湯布院殺人事件」（2010年、フジテレビ）
- 刑事定年（2010年、BS朝日）
- サザエさん生誕65周年記念「サザエさん3 磯野家最後!?のお正月」（2011年、フジテレビ）
- スミレ刑事の花咲く事件簿 episode0（2011年、フジテレビTWO）
- おくさまは18歳（2011年、フジテレビTWO）
- 金曜プレステージ さだまさしドラマスペシャル「故郷 〜娘の旅立ち〜」（2011年、フジテレビ）
- 王様の家（2011年、BS朝日）
- 松本清張没後20年特別企画・市長死す（2012年、フジテレビ）
- 市長はムコ殿（2012年、BS朝日）
- ぼくの夏休み 第1部・少年編（2012年、東海テレビ）
- チープ・フライト（2013年、日本テレビ）
- フレネミー -どぶねずみの街-（2013年、日本テレビ）
- ちびまる子ちゃん（2013年、フジテレビ）
- 磁石男（2014年、日本テレビ）
- 金曜プレステージ「深川東署・特命人情捜査班　朝田真平」（2014年、フジテレビ）
- 金曜ロードSHOW!ドラマ特別企画「Dr.ナースエイド」（2014年、日本テレビ）
- 金曜ロードSHOW!特別ドラマ企画「磁石男2015」（2015年、日本テレビ）
- お前はまだグンマを知らない（2017年、日本テレビ）
- 土曜ワイド「下町人情捜査班 朝田真平2」（2019年[3]、フジテレビ）

### 配信ドラマ
- 減量ボクサー（2009年、BeeTV）
- 3枚目のボディーガード 〜ボクはキミだけを守りぬく〜（2011年、BeeTV）
- 君と僕との約束（2012年、BeeTV）

### 映画
- LONG CARAVAN（2009年）

### 舞台
- 劇団方南ぐみ本公演 全作品（1992年 - 2007年）
- 七色インコ（2000年）
- 二人芝居【40】（2002年）
- 魔法の黄色い靴（2002年）
- 北条時宗（2002年）
- けん&メリーのメリケン粉オンステージ（2003年）
- 江戸っ娘。忠臣蔵（2003年）
- リアルオーディション!! 夢追物語（2004年）
- おかえり（2004年）
- さよならのラブソング（2004年）
- あたっくNo.1（2006年・2009年・2012年・2013年・2017年）
- お台場の母（2006年）
- MIKOSHI 〜美しい故郷へ〜（2007年）
- ザギンの野暮天（2007年）
- なんせんす（2008年）
- どんずまり･･･（2008年）
- ミュージカル ロマンティック コメディ「グッバイ、チャーリー」（2009年）
- 連続テレビ小説 舞台「だんだん」（2009年）
- 方南ぐみ企画公演 ばったもん3番勝負 其の壱「袋のねずみ」（2010年）
- インディゴの夜（2010年）
- 方南ぐみ公演「THE 面接」（2010年）
- スミレ刑事の花咲く事件簿（2011年）
- 方南ぐみ企画公演 ばったもん3番勝負 番外編「道」（2011年）
- 陽だまりの樹（2012年）
- ホテルマジェスティック 〜戦場カメラマン澤田教一 その人生と愛〜（2013年）
- 劇団EXILE公演「SADAKO -誕生悲話-」（2013年）
- 西川きよし芸能生活50周年記念公演「コメディ水戸黄門」（2013年）
- 劇団EXILE あたっくNo.1スピンオフ朗読劇「眉毛一族の陰謀」（2014年）
- 片想い（2016年・2017年）

### 作詞
- EXILE「道」（2007年）
- ミュージカル「グッバイ、チャーリー」（2009年）
- DEEP「希望の桜」（2010年）
- 石野真子「祈り」（2010年）
- DEEP「未来への扉」（2010年）
- Love「あなたの言葉」（2010年）

### 小説
- あたっくNo.1（2013年）